# 葉廣蔭
葉廣蔭，是香港編劇。
葉廣蔭自幼喜愛文字，尤其是中國文學古籍。畢業後投考無綫電視編劇創作班但失敗，後以文言文自薦信成功加入無綫電視。入行七年後，於1991年晉升成為編審，首套編審作品為《老友鬼鬼》；其後參與受歡迎的電視劇，例如《西遊記》等。葉廣蔭亦喜歡神怪、殭屍等充滿奇幻色彩的題材，如《他來自天堂》、《大頭綠衣鬥殭屍》等作品。
1997年離開無綫電視，從事創作總監的行政工作。離開無綫後曾到中國大陸發展多年，2012年重返無綫電視，再次與金牌監製李添勝合作創作《神探高倫布》、《巾帼枭雄之谍血长天》，收視不佳。於2014年再次離開無綫電視，追讨稿费， 甚至指控前上司邵麗瓊性騷擾。 
2020年8月1日，曾為助理的鄭小姐透過香港編劇權益聯盟控訴葉廣蔭無理解僱， 騷擾， 要求葉廣蔭立即道歉、賠償；而針對於相關事件葉廣蔭則予以反駁。

## 編審／編劇列表

### 電視劇（無綫電視）
- 天師執位(1984)
- 秋瑾(1984)
- 再版人(1984)
- 呂四娘(1985)
- 挑戰(1985)
- 遁甲奇兵(1986)
- 工字打出頭(1987)
- 當代男兒(1988)
- 龍廷爭霸(1989)
- 蓋世豪俠(1989)
- 怒海孤鴻(1991)
- 日月神劍(1991)
- 老友鬼鬼(1991)
- 人·鬼·狐(1992)
- 他來自天堂(1992)
- 大頭綠衣鬥殭屍(1993)
- 一夫三妻(1994)
- 白髮魔女傳(1995)
- 英雄貴姓(1996)
- 西遊記(1996)
- 愛·回家 (第一輯)(2012)
- 神探高倫布(2013)
- 巾帼枭雄之谍血长天(2016)

## 外部連結
- 《TVB週刊》第796期的〈幕後人語〉
- 葉廣蔭在豆瓣上的资料（简体中文）